# 环子午线航空
环子午线航空（TransMeridian Airlines，1995年－2005年），是美國一家以包機為主要營業項目的航空公司，營運基地在喬治亞州亞特蘭大。該公司係基於美國運輸部聯邦航空條例第121條而成立，2005年9月29日，因與債權人進行債務重組談判失敗而宣告停業。

## 機隊
- 麥道MD-80：5架
  - MD-82：4架
  - MD-83：1架
- 波音757-200：6架